# Georg C. Brack

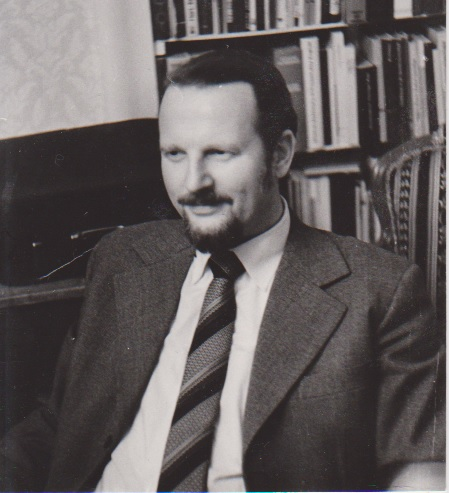
Georg Brack (1980)

Georg C. Brack (* 28. Januar 1931 in Berlin; † 21. Februar 2014 in Halle (Saale)) war ein deutscher Ingenieur und Professor für Automatisierungstechnik. Er gehört zu den Pionieren der Automatisierungstechnik für stoffwandelnde Prozesse und ist Mitbegründer der Ausbildung von Diplom-Ingenieuren im Fachgebiet Automatisierungstechnik für verfahrenstechnische Prozesse in Deutschland.

## Leben
Georg Brack wurde in Berlin als Sohn des Ingenieurs Helmut Brack und seiner Ehefrau Margarethe geboren. In Zella-Mehlis besuchte er von 1937 bis 1941 die Grundschule und danach die Schiller-Schule, wo er 1949 sein Abitur ablegte. Anschließend durchlief er eine Facharbeiterausbildung zum Werkzeugmacher im August-Bebel-Werk in Zella-Mehlis, die er 1951 erfolgreich beendete.
Sein Studium führte ihn 1951 an die Technische Hochschule Dresden, wo er in der Elektrotechnik die Fachrichtung Schwachstromtechnik im Jahre 1956 als Diplomingenieur abschloss. Er begann unmittelbar danach seine Tätigkeit als wissenschaftlicher Assistent an dem 1955 neu gegründeten Institut für Regelungstechnik (Direktor: Heinrich Kindler). Dieses Institut der TH Dresden war das erste seiner Art im deutschsprachigen Raum, und Brack war hier nach Heinz Töpfer und Günther Pohl der dritte Assistent. Zu den damals von ihm betreuten Studenten gehörten auch die späteren Professoren Herbert Ehrlich (Leipzig), Wolfgang Weller (Berlin) und Hans-Joachim Zander (Dresden).
Seine Forschungsarbeit widmete Brack der Analyse eines nichtlinearen Reglers mit halbproportionalem Verhalten. Die Dissertation verteidigte er 1961 an der Fakultät für Elektrotechnik mit dem Prädikat „summa cum laude“. Zugleich war dies die erste Dissertation auf regelungstechnischem Gebiet, die an diesem neuen Institut erarbeitet und abgeschlossen wurde. Er bevorzugte danach eine Praxistätigkeit, sein Industrieeinstieg erfolgte daher im Institut für Regelungstechnik (IfR) Berlin – eine große industrielle Forschungs- und Entwicklungseinrichtung mit mehr als 1000 Mitarbeitern.
Brack war mit seiner früheren Kommilitonin und Diplomingenieurin für Elektrotechnik Margitta Brack, geb. Heide verheiratet. Das Ehepaar hatte zwei Kinder.

## Wirken als Regelungstechniker in der Industrie

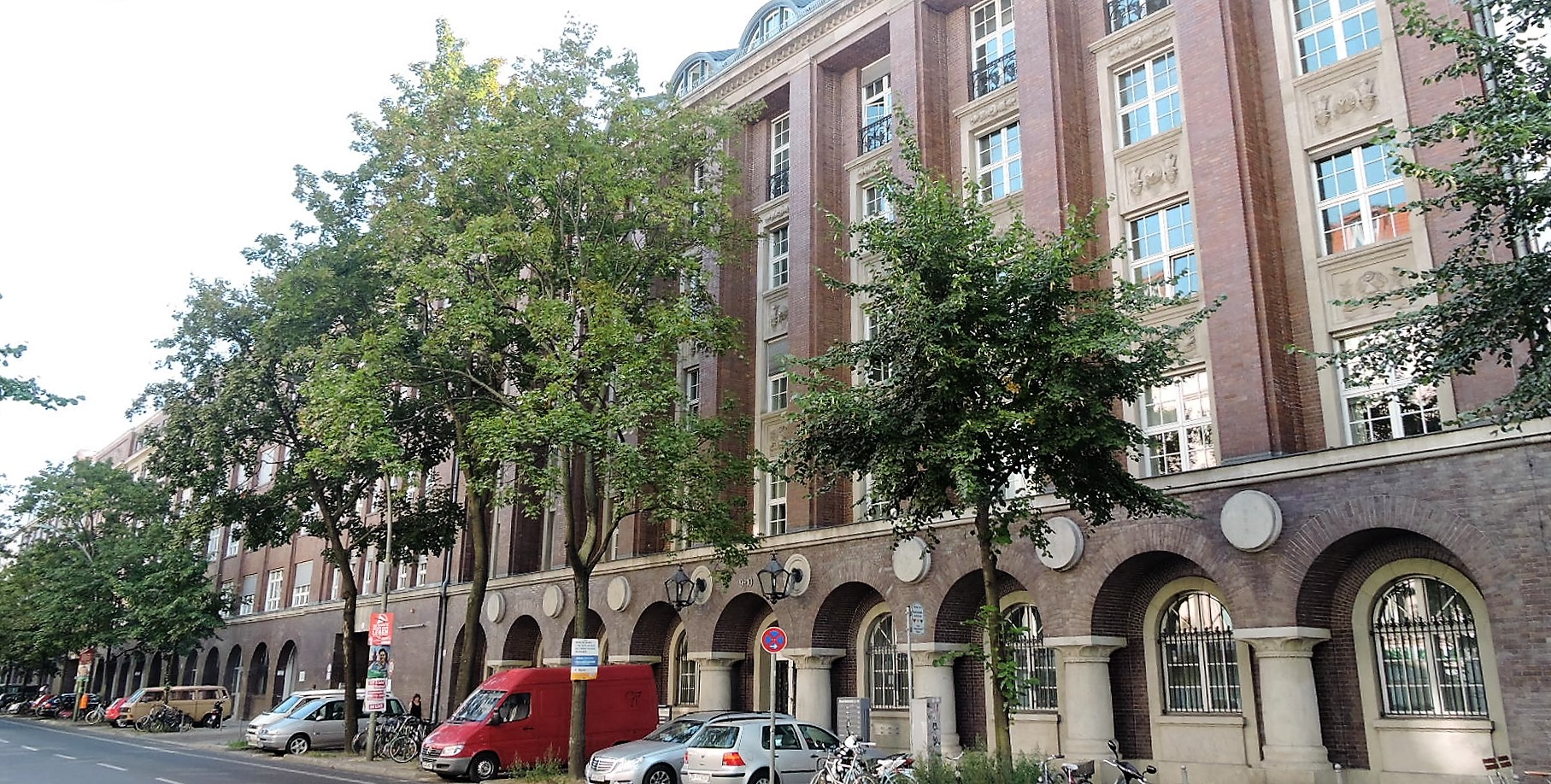
Institut für Regelungstechnik (IfR), Berlin-Friedrichshain, Neue Bahnhofstraße 9–17 (bis 1968)

Brack arbeitete seit 1961 im Institut für Regelungstechnik (IfR) Berlin im Direktionsbereich Geräteentwicklung (Technischer Direktor: Bruno Golecki, Träger des Stalinpreises von 1953, höchste Auszeichnung der Sowjetunion, später umbenannt in Friedenspreis, dann in Staatspreis der UdSSR) in der Hauptabteilung Regelungstechnik (Leiter: Zeumer). Hier war er wissenschaftlicher Mitarbeiter und Leiter einer Gruppe, die sich mit Systemarbeit für elektrische und pneumatische analoge Automatisierungsgeräte befasste. Zur praktischen Umsetzung solcher Arbeiten war er parallel im Reglerwerk Dresden (RWD) maßgeblich am Aufbau einer Entwicklungsstelle (Leiter: Hans-Werner Bittner) sowie an der Entwicklung der analogen pneumatischen Einheitsregler Cronibal beteiligt. Im Unterschied zur bisher vorherrschenden Stapelbauweise basierten diese Regler auf dem Wippe-Wellrohr-Prinzip (Cronibal ist abgeleitet von Crom-Nickel-Faltenbalg/Wellrohr). Brack war hierfür auch Mitinhaber mehrerer Patente.
Dieses von Brack geprägte industrielle Reglersystem war eine Reihe von Jahren in der Produktion sowie im Einsatz, bevorzugt in der Chemie-Industrie, besonders auch für explosionsgefährdete Anlagen. Es wurde bei seiner Projektierung komplettiert durch Produkte anderer Hersteller: Messumformer (Transmitter) sowie Stelleinrichtungen, mit denen sich Brack auch vergleichend befasst hatte. Weiterhin wurden diese analogen Systeme durch das binäre Steuerungssystem DRELOBA ergänzt (Dresdner Logik-Bausteine, 1964 Nationalpreis 2. Klasse für Wissenschaft und Technik), das ebenfalls in der von Brack aufgebauten Entwicklungsstelle im Reglerwerk Dresden produktionsreif entwickelt und in diesem Werk produziert wurde. Alle diese Systeme basierten auf dem Einheitssignal 0,2 bis 1,0 bar („Normaldruck“). Im Wettbewerb hierzu stand das System „unalog“ der Geräte- und Regler-Werke (GRW) Teltow bei Berlin, das den Signalpegel „Niederdruck“ (0 bis 100 mm Wassersäule) verwendete und mit dem sich Brack (sowie auch Heinz Töpfer in seiner Dissertation) wissenschaftlich sowie gelegentlich auch polemisch auseinandersetzte (Erfinder: Nationalpreisträger Valentin Ferner, Heinz Hänel).
Das Institut für Regelungstechnik (IfR) Berlin bildete in der Vereinigung Volkseigener Betriebe (VVB) Regelungstechnik, Gerätebau und Optik (RGO) die zentrale Forschungs- und Entwicklungseinrichtung für mehr als 10 Produktionsbetriebe. Im IfR erbrachte Brack neben seinen Arbeiten zur Geräteentwicklung daher auch Beiträge zur Systemarbeit für Automatisierungsgeräte sowie zu der zugehörigen internationalen Koordinierung der Ostblock-Länder im Rat für Gegenseitige Wirtschaftshilfe (RGW, im Westen auch COMECON genannt). Seine Kenntnisse und Erfahrungen aus der Automatisierungsindustrie fasste Brack später unter dem Buchtitel Technik der Automatisierungsgeräte zusammen, das durch hohe Systematik und neuartige Darstellung dieses Fachgebietes gekennzeichnet war und durch Heinz Töpfer und Werner Kriesel mit dem Buch „Funktionseinheiten der Automatisierungstechnik“ im Einvernehmen mit Brack inhaltlich weitergeführt wurde.
Das ursprünglich von der staatlichen Planung vorgegebene Koordinierungsziel, ein RGW-einheitliches Automatisierungssystem zu entwickeln und arbeitsteilig in den einzelnen RGW-Ländern zu produzieren, wurde aus verschiedenen Gründen jedoch nicht erreicht. Um den anwachsenden Nachlauf hinter dem westlichen Markt aufzufangen, entschlossen sich die VVB RGO und das IfR Berlin schließlich zur eigenständigen Entwicklung eines universellen Systems von Geräten und Einrichtungen zur Automatisierung technologischer Prozesse, das insbesondere auch auf den konzeptionellen inhaltlichen Systemarbeiten von Brack u. a. aufsetzte. Dies führte zu einem industriellen Gesamtsystem, das später unter der Bezeichnung ursamat bekannt wurde und auch in Buchform dargestellt ist (1967 Nationalpreis 1. Klasse für Wissenschaft und Technik für das Leitungskollektiv Hanns Haas, Gerhard Obenhaus, Siegfried Spieß, Helmut Wiedmer).

## Wirken als Hochschullehrer
Das IfR Berlin hat als Leitinstitut generell enge Wissenschaftskooperationen mit Hochschulen, Universitäten und Akademieinstituten unterhalten und gefördert. Brack übte also zugleich von 1962 bis 1968 eine nebenamtliche Lehrtätigkeit als Lehrbeauftragter für Elemente der Regelungstechnik an der TU Dresden sowie an der Hochschule für Verkehrswesen (HfV) Dresden aus.
Aus dem IfR Berlin sind eine Reihe von Professoren hervorgegangen, zu denen neben Gunter Schwarze, Wolfgang Weller, Achim Sydow, Hans Fuchs und Jürgen Beuschel in Berlin, Bernhard Rodenbeck in Koblenz, Werner Kriesel in Leipzig und Merseburg eben auch Georg Brack in Merseburg gehörte. Er erhielt zunächst 1964 eine Berufung als Hochschuldozent für das Fach Automatisierung chemischer Prozesse an die damalige TH für Chemie Leuna-Merseburg (THL-M).

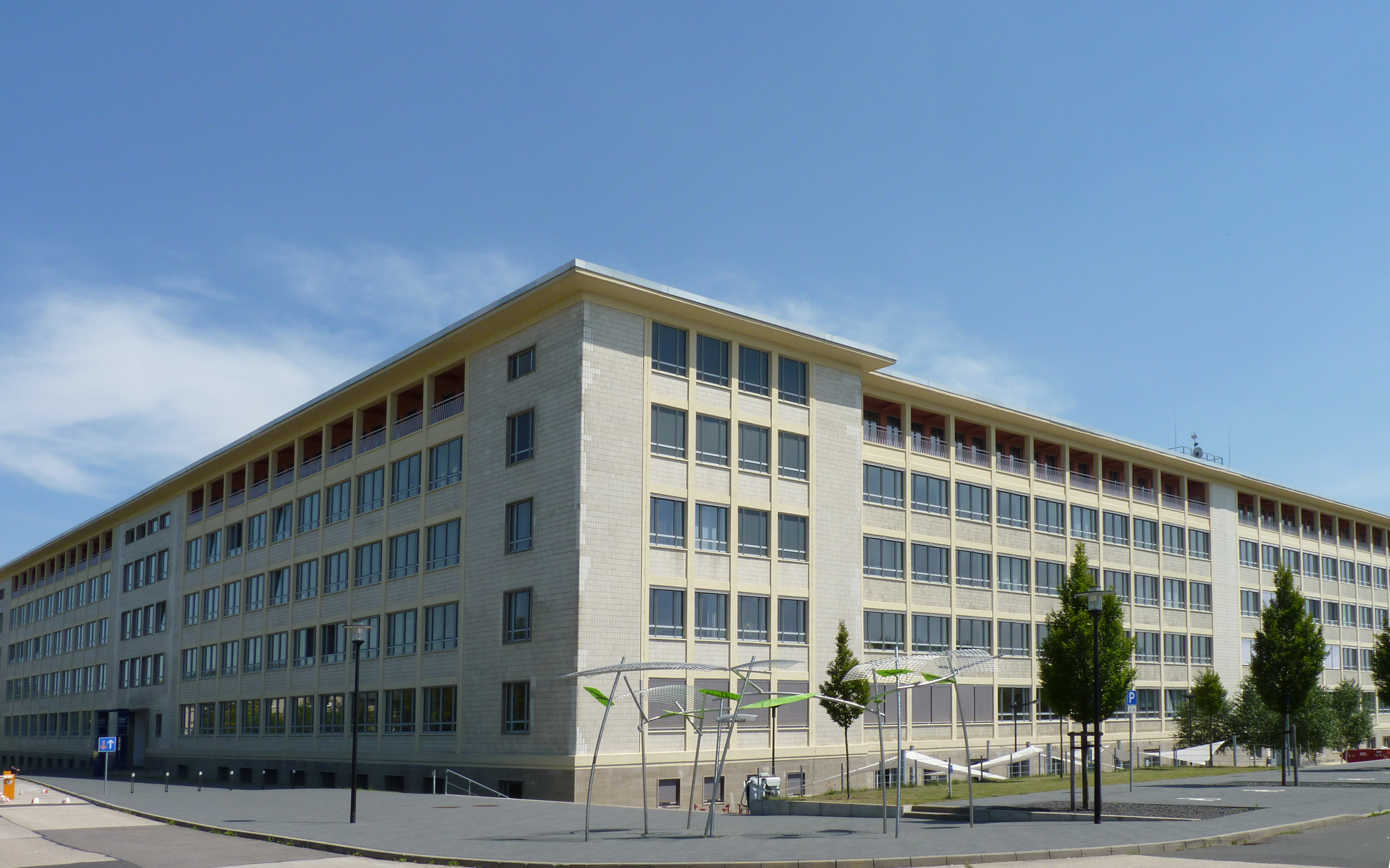
Hauptgebäude auf dem Campus Merseburg (sanierter Zustand 2014)

An dem neu gegründeten Institut für Automatisierung chemischer Prozesse der THL-M fungierte Brack zunächst kommissarisch und dann hauptamtlich als Direktor. 1968 wurde er zum ordentlichen Professor berufen und im Zuge der Hochschulreform von 1968 zum Leiter des Wissenschaftsbereiches (WB) Automatisierungstechnik an der Sektion Verfahrenstechnik ernannt. Zum WB gehörten als Fachgebiete, die durch Hochschullehrer vertreten wurden: Automatisierungstechnik (G. Brack), Regelungstechnik (A. Helms), Prozesssteuerung (P. Metzing), Prozessanalyse (G. Lorenz) und Prozessmesstechnik (H. Hart, ab 1969 H.-J. Hörig, ab 1974 M. Uhlmann). Hier erfolgte die Ausbildung von Diplomingenieuren in der Vertiefungsrichtung Automatisierungstechnik im Rahmen der Fachrichtung Systemverfahrenstechnik.
Im Jahre 1976 erlangte Brack seine Habilitation mit einer Arbeit zum Thema: Beiträge zur Rationalisierung und Algorithmierung des Entwurfsprozesses von Automatisierungssystemen für Fließprozesse (Dissertation B).
Kurz vor der Wiedervereinigung wurde im September 1990 an der TH Leuna-Merseburg eine Senatskommission für Rehabilitierung und Vergangenheitsbewältigung gebildet und der Vorsitz an die integre Persönlichkeit Brack übertragen. Diese Kommission hatte sich am Ende ihrer Analysen mit einer Reihe von Fällen zu befassen, auch mit der 1975 abgelehnten Dissertation des bekannten Dissidenten Rudolf Bahro.
Anfang 1991 erfolgte die Wahl von Brack zum Dekan der Fakultät für Technikwissenschaften und Mathematik sowie danach zum Leiter des Instituts für Automatisierungstechnik und Elektrotechnik im Fachbereich Verfahrenstechnik der TH Leuna-Merseburg.
Die 1954 gegründete Technische Hochschule Leuna-Merseburg wurde jedoch im März 1993 aufgehoben. Sie ging teilweise auf in der Martin-Luther-Universität Halle-Wittenberg (MLU) als Außenstelle Merseburg und teilweise in der 1992 neu gegründeten Fachhochschule Merseburg (heute Hochschule Merseburg).
Ab April 1992 wurde Brack daher als Gründungsdekan für den Fachbereich Elektrotechnik an die Fachhochschule Merseburg abgeordnet. Er nahm hier auch Lehrverpflichtungen im Sommersemester und Wintersemester 1992 wahr. Dann erfolgte jedoch ab September 1992 seine Berufung als C4-Professor für das Lehrgebiet Automatisierungstechnik im Fachbereich Verfahrenstechnik der MLU (Dekan: Wolfgang Fratzscher). Daher wurde er zum Semesterende März 1993 von seinen Aufgaben als Gründungsdekan an der FH Merseburg nach einjähriger Tätigkeit wieder entbunden, zum Nachfolger als Dekan wurde hier sein früherer Mitarbeiter Volkmar Seidel gewählt.
Die Hochschullehre von Brack umfasste in dieser Zeit folgende Vorlesungen: Automatisierungstechnik, Automatisierung der chemischen Produktion, Prozessrechnereinsatz, Technik der Automatisierungsgeräte, Dynamik Technischer Systeme, Theorie der Systeme, Elektrische Informationstechnik, Elektrische Leistungstechnik. Brack war auch in der Weiterbildung aktiv, insbesondere bei den „Herbstkursen Technische Kybernetik“, die gemeinsam durchgeführt wurden mit den entsprechenden Lehrstühlen in Dresden, Ilmenau, Karl-Marx-Stadt (heute Chemnitz) und Leipzig sowie dem Akademiebereich Dresden als Koordinierungsstelle im „Kooperationsrat Technische Kybernetik“ (Leitung: Hans-Joachim Zander).
Brack bearbeitete in seinen Forschungsarbeiten eine Reihe von Wissenschaftsgebieten: Regelung und optimale Steuerung chemischer Reaktionen, Dynamische Modellierung, Simulation, Regelung und Identifikation von Systemen mit örtlich verteilten Parametern, Rationalisierung des Entwurfs von Automatisierungssystemen, Operative Steuerung und Lenkung Großer Systeme in der Produktion, Automatisierung und Prozesssicherung von Chargenprozessen, Erarbeitung einer Theorie dynamischer Systeme mit substanziell verteilten Zustandsgrößen. In diesem Zusammenhang betreute er als Qualifizierungsarbeiten nahezu 150 Diplomarbeiten, 30 Dissertationen und war beratend bei 2 Habilitationen tätig. Enge Forschungskooperationen unterhielt er mit der TH Magdeburg und der TU Dresden (Heinz Töpfer) und der TH Leipzig (Rainer Müller), besonders auf dem Fachgebiet Projektierung von Automatisierungsanlagen.
Seine wissenschaftlichen Veröffentlichungen lassen daher ein breites fachliches Spektrum erkennen und umfassen neben zahlreichen Fachvorträgen mehr als 100 Zeitschriften- und Buchpublikationen sowie Patente. Er wirkte von 1972 bis 1991 im Redaktionsbeirat der Fachzeitschrift messen, steuern, regeln (msr) in Berlin. Zugleich gehörte er zusammen mit H. Fuchs, G. Paulin, R. Piegert, G. Schwarze und E.-G. Woschni zu den Buchherausgebern der „Reihe Automatisierungstechnik“ beim Verlag Technik Berlin, die unter dem Lektorat von J. Reichenbach mit nahezu 250 Bänden einen beachtlichen Umfang erreichte.
Aus dem akademischen Umfeld von Brack sind als Professoren hervorgegangen: Peter Metzing (Freiberg i. Sa.; HS Lausitz), Hans-Joachim Hörig (Merseburg, Schkopau), Wolfram Weiß (Merseburg), Hans-Dieter Maertens (Halle/Saale), Peter Neumann (Magdeburg), Volkmar Seidel (Merseburg), Peter Cschornack (Merseburg), Frank Sokollik (Merseburg), Knut Stephan (Brandenburg), Rainer Dittmar (Heide), Karl-Dietrich Morgeneier (Jena), Hans-Michael Hanisch (Magdeburg, Halle/Saale).
Die Emeritierung von Brack erfolgte im Juni 1996, nachdem ihm ein schwerer Schlaganfall an seinem 64. Geburtstag 1995 seine Arbeitsfähigkeit dauerhaft geraubt hatte. In seiner Lehre und Forschung hat er viele neue Ideen entwickelt und seine Mitarbeiter zu einer hohen Leistungsbereitschaft motiviert, wobei er auch gegenüber seinen Professorenkollegen ein Vorbild hinsichtlich Aufrichtigkeit und persönlichem Engagement war. Als Nachfolger wurde sein akademischer Schüler Hans-Michael Hanisch an die Martin-Luther-Universität Halle-Wittenberg berufen.

## Mitgliedschaften und Auszeichnungen
Brack war langjähriges Mitglied in mehreren Fachgremien. In der Kammer der Technik (KDT) war er tätig im Vorstand der Wissenschaftlich-technischen Gesellschaft Mess- und Automatisierungstechnik (WGMA-Vorsitz: Heinz Töpfer, danach Werner Richter) als Vorsitzender der Wissenschaftlichen Sektion Mess- und Regelungstechnik in verfahrenstechnischen Prozessen. Im Fachverband Chemische Technik der KDT gehörte er 1972 zu den Gründungsmitgliedern der Wissenschaftlichen Sektion Automatisierungstechnik. Von 1972 bis 1991 war er Mitglied im Redaktionsbeirat der Fachzeitschrift messen, steuern, regeln (msr) Berlin. Dem Zentralen Arbeitskreis (ZAK) Steuerungs- und Regelungstechnik (Vorsitz: Heinz Töpfer) beim Forschungsrat der DDR gehörte er von 1974 bis 1990 an.
Seine fachliche Arbeit wurde sehr geschätzt und mit Auszeichnungen gewürdigt:
- 1976 und 1977 Carl-Schorlemmer-Preis der Technischen Hochschule Leuna-Merseburg

- 1978 und 1979 Ehrennadel des KDT-Präsidiums Berlin (Bronze; Silber)

- 1989 Ehrenmedaille zum 40. Jahrestag der DDR.

## Schriften (Auswahl)
- Beitrag zum Verhalten eines halbproportionalen Reglers. In: Zeitschrift  messen, steuern, regeln (Zmsr), Berlin. Jg. 5, Nr. 1, 1962, S. 15–27.
- hrsg. mit Heinrich Kindler: W. W. Solodownikow: Bauelemente der Regelungstechnik. 2 Bände (aus dem Russischen). Verlag Technik, Berlin 1963.
- Die Cronibal-Regler – universelle pneumatische Einheitsregler. In:  messen, steuern, regeln; automatisierungstechnische praxis  (msr ap), Berlin. Jg. 8, Nr. 10, 1965, S. 180–188.
- hrsg. mit H. Fuchs, G. Paulin, R. Piegert, G. Schwarze, E.-G. Woschni,  Lektor J. Reichenbach: Reihe Automatisierungstechnik. Verlag Technik, Berlin 1972–1990.
- Technik der Automatisierungsgeräte. Verlag Technik, Berlin 1969, 2. Auflage 1972. Hanser Verlag, München 1972, ISBN 3-446-11551-X.
- Dynamische Modelle verfahrenstechnischer Prozesse. Reihe Automatisierungstechnik, Bd. 115. Verlag Technik, Berlin 1971.
- mit Hans-Dieter Maertens: Prozessautomatisierung. Reihe Automatisierungstechnik, Bd. 164. Verlag Technik, Berlin 1974.
- mit M. Uhlmann, H.-J. Hörig, G. Lorenz und P. Metzing: Zur Entwicklung der Forschung im Wissenschaftsbereich Automatisierungstechnik. Wissenschaftliche Zeitschrift der TH Leuna-Merseburg. Jg. 16, Nr. 2, 1974, S. 167–170.
- Dynamik technischer Systeme. Deutscher Verlag für Grundstoffindustrie, Leipzig 1974.
- Basisautomatisierungskatalog – ein Hilfsmittel für den Entwurf von Automatisierungssystemen. In: Technische Information, Geräte- und Reglerwerke (GRW) Teltow. Jg. 14, Nr. 2, 1976, S. 117–120.
- mit H. Hain: Mittel und Wege zur Rationalisierung des Entwurfs von Automatisierungssystemen. In: Die Technik, Jg. 32, Nr. 2, 1977, S. 79–82.
- mit Frank Sokollik: Aufgaben der technischen Kybernetik bei der operativen Lenkung der Produktion. In:  messen, steuern, regeln (msr), Berlin. Jg. 22, Nr. 11, 1979, S. 604–607.
- Entwerfen von Automatisierungsstrukturen. Reihe Automatisierungstechnik, Bd. 188. Verlag Technik, Berlin 1980.
- Einfache Modelle kontinuierlicher Prozesse. Reihe Automatisierungstechnik, Bd. 197. Verlag Technik, Berlin 1982. Hüthig Verlag, Heidelberg 1982, ISBN 3-7785-0775-3.
- mit Frank Baldeweg und Dietrich Balzer: Automatische Prozesssicherung in Produktionssystemen. Reihe Automatisierungstechnik, Bd. 204. Verlag Technik, Berlin 1983.
- mit Frank Sokollik: Hierarchische Steuerungen zur operativen Lenkung großer Systeme. In:  messen, steuern, regeln (msr), Berlin. Jg. 27, Nr. 5, 1984, S. 194–197.
- Beitrag in: G. Laux (Hrsg.): Lexikon der Kybernetik A – Z, Ergänzungsband. Akademie-Verlag, Berlin 1985.
- mit Alfred Helms: Automatisierungstechnik. Deutscher Verlag für Grundstoffindustrie, Leipzig 1985, 2. Auflage 1987.
- Prozess- und Regelkreisdynamik – Berechnung mit BASIC. Reihe Automatisierungstechnik, Bd. 232. Verlag Technik, Berlin 1988, ISBN 3-341-00531-5.
- mit Hans-Michael Hanisch: Störgrößen und Störungen in kontinuierlich-analogen und diskreten Systemen. In:  messen, steuern, regeln (msr), Berlin. Jg. 33, Nr. 4, 1990, S. 162–165.
- Automatisierungstechnik für Anwender – eine Einführung für Chemieingenieure und Verarbeitungstechniker. Deutscher Verlag für Grundstoffindustrie, Leipzig; Stuttgart 1993, ISBN 3-342-00670-6.